# Bossa de suïcidi
Una bossa de suïcidi, també anomenada bossa de sortida, és un dispositiu consistent en una bossa de plàstic amb un cordó, utilitzat per efectuar suïcidis. Si la bossa i la llauna de gas es retiren abans que arribi la mort fa que el mètode de suïcidi sigui difícil d'esbrinar.
S'esmenta per primera vegada en el llibre de Derek Humphry Final Exit (1991), on es descriu com una bossa de plàstic resistent i transparent, amb unes dimensions de 22 × 36 polzades (560 × 910 mm).